# Carptree
Carptree is een Zweedse band die zich beweegt binnen de progressieve rock. 

## Geschiedenis
De heren kwamen voor het eerst bijeen in 1997 en in 2001 volgde hun eerste album. De band bestaat eigenlijk maar uit twee leden:
- Carl Westholm – toetsen;
- Niclas Flinck – zang.

Zij worden vanaf album (2) begeleid door het No Future Orchestra. Westholm is een tijdje lid geweest van de Zweedse metalband Candlemass.
Het eerste album was van een gemiddeld niveau binnen de progressieve rock; toch viel de band al op vanwege de donkere orkestratie. Vanaf album (2) gaat het met de muziek en teksten beter, met het humeur van de albums gaat het de droevige kant op. Album (4) hangt tegen de muziek en teksten van The Cure aan.

## Discografie
- (2001): Carptree
- (2003): Superhero
- (2005): Man Made Machine
- (2007): Insekt
- (2010): Nymf
- (2017): Emerger
- (2018): Subimago

Albums komen uit via hun eigen platenlabel Fosfor Creation. Album (3) werd gedistribueerd via InsideOut, kennelijk beviel dat niet. De heren wensen namelijk geen invloeden van buitenaf op hun muziek. Album Emerger kwam uit via het platenlabel van Jonas Reingold.